# Кочевське Поляне
Кочевське Поляне (словен. Kočevske Poljane) — поселення в общині Доленьське Топлице, регіон Південно-Східна Словенія, Словенія. Висота над рівнем моря: 187,9 м.